# Emilio Salgari
Emilio Salgari [sal'ga:ri] (ur. 21 sierpnia 1862 w Weronie, zm. 25 kwietnia 1911 w Turynie) – pisarz włoski; autor popularnych powieści przygodowych, których akcja rozgrywa się w egzotycznych krajach, pionier fantastyki naukowej. 
Zasłynął głównie z napisania książki o malezyjskim piracie, Sandokanie i jego wiernym portugalskim kompanie – Yanezie. Na podstawie książek „Il corsaro nero” i „La regina dei Caraibi” w 1971 roku nakręcono film pt. Czarny pirat (wł. Il Corsaro nero), a w 1976 Czarny korsarz (wł. Il Corsaro nero).

## Twórczość
Chronologia cykli powieści podzielona według narracji:

### Cykl o piratach malezyjskich
- 1895 I misteri della jungla nera (Tajemnice czarnej dżungli)
- 1900 Le Tigri di Mompracem (Tygrysy z Mompracem)
- 1896 I pirati della Malesia
- 1904 Le due tigri
- 1906 Il re del mare
- 1907 Alla conquista di un impero
- 1907 Sandokan alla riscossa
- 1908 La riconquista del Mompracem
- 1911 Il bramino dell'Assam
- 1911 La caduta di un impero
- 1913 La rivincita di Yanez

### Cykl o piratach z Antyli
- 1898 Il Corsaro Nero
- 1901 La regina dei Caraibi
- 1905 Jolanda, la figlia del Corsaro Nero
- 1908 Il figlio del Corsaro Rosso
- 1908 Gli ultimi filibustieri

### Cykl o piratach bermudzkich
- 1909 I corsari delle Bermude
- 1910 La crociera della Tuonante
- 1915 Straordinarie avventure di Testa di Pietra

### Cykl przygód w Far West
- 1908 Sulle frontiere del Far-West
- 1909 La scotennatrice
- 1910 Le selve ardenti

### Cykl przygód w Indiach
- 1897 Il capitano della Djumna
- 1902 La montagna di luce (Góra światła)
- 1905 La Perla Sanguinosa

### Mini-cykle

#### I due marinai
- 1894 Il tesoro del presidente del Paraguay
- 1894 Il continente misterioso

#### Il Fiore delle Perle
- 1897 Le stragi delle Filippine
- 1901 Il Fiore delle Perle

#### I figli dell'aria
- 1904 I figli dell'aria
- 1907 Il re dell'aria

#### Capitan Tempesta
- 1905 Capitan Tempesta
- 1910 Il Leone di Damasco

### Pojedyncze powieści
- 1887 La favorita del Mahdi
- 1888 Duemila leghe sotto l'America (znane również jako: Il tesoro misterioso)
- 1892 La scimitarra di Budda
- 1894 I pescatori di balene
- 1894 Le novelle marinaresche di Mastro Catrame (znane również jako: Il vascello maledetto)
- 1895 Un dramma nell'Oceano Pacifico (Dramat na oceanie spokojnym)
- 1895 Il re della montagna
- 1895 I naufraghi del Poplador
- 1895 Al Polo Australe in velocipede
- 1896 Nel paese dei ghiacci
- 1896 I drammi della schiavitù
- 1896 Il re della Prateria (Król Prerii)
- 1896 Attraverso l'Atlantico in pallone
- 1896 I naufragatori dell'Oregon
- 1896 I Robinson italiani
- 1896 I pescatori di Trepang
- 1897 La rosa del Dong-Giang (znane również jako: Tay-See)
- 1898 La città dell'oro (Miasto złota)
- 1898 La Costa d'Avorio
- 1898 Al Polo Nord
- 1899 La capitana del Yucatan
- 1899 Le caverne dei diamanti
- 1899 Le avventure di un marinaio in Africa
- 1899 Il figlio del cacciatore d'orsi
- 1900 Gli orrori della Siberia
- 1900 I minatori dell'Alaska
- 1900 Gli scorridori del mare
- 1900 Avventure fra le pellirosse
- 1901 La Stella Polare e il suo viaggio avventuroso (znane również jako: Verso l'Artide con la Stella Polare)
- 1901 Le stragi della China (znane również jako: Il sotterraneo della morte)
- 1901 La montagna d’oro (znane również jako: Il treno volante)
- 1902 I naviganti della Meloria
- 1902 La giraffa bianca
- 1903 I predoni del Sahara
- 1903 Le pantere di Algeri
- 1903 Sul mare delle perle
- 1904 L'uomo di fuoco (Władca ognia)
- 1904 I solitari dell'Oceano
- 1904 La città del re lebbroso
- 1904 La gemma del fiume rosso
- 1904 L'eroina di Port Arthur (znane również jako: La Naufragatrice)
- 1904 Le grandi pesche nei mari australi
- 1905 La sovrana del campo d’oro
- 1905 Le figlie dei Faraoni
- 1906 La Stella dell'Araucania
- 1907 Le meraviglie del Duemila
- 1907 Il tesoro della montagna azzurra
- 1907 Le aquile della steppa
- 1907 Sull'Atlante
- 1908 Cartagine in fiamme
- 1909 Una sfida al Polo
- 1909 La Bohème italiana
- 1910 Storie rosse
- 1911 I briganti del Riff
- 1911 I predoni del gran deserto